# Conseil supérieur de la météorologie
Le Conseil supérieur de la météorologie est l’organe de concertation, institué au niveau national, entre Météo-France et les utilisateurs, tant public que privé, de ses services et informations, ainsi que des différents interlocuteurs ou partenaires de l’établissement. Il fut créé par décret le 19 juillet 1948 et réorganisé par décret No 91-1209 du 29 novembre 1991. 
Le décret Décret n° 2020-806 du 29 juin 2020 acte le renouvellement des missions du CSM jusqu'au 8 juin 2025. 

## Mission
Le Conseil supérieur de la météorologie est chargé en particulier :
- d’évaluer les services fournis par la météorologie à ses utilisateurs ;
- de formuler des vœux ou des recommandations ;
- de proposer les moyens à mettre en œuvre pour répondre aux besoins nouveaux aperçus ;
- d’émettre des propositions relatives à l’origine des financements correspondants ;
- de suivre l’évolution des actions menées.

## Fonctionnement et composition
Le Conseil est présidé de droit par le ministre de tutelle (ministère de la Transition écologique et solidaire), et de fait par la Présidente-directrice générale de Météo-France, en qualité de vice-présidente. Un secrétaire permanent est nommé, sur proposition de la Présidente-directrice générale de Météo-France, par arrêté du ministre de tutelle. Le Conseil supérieur de la météorologie se réunit au moins une fois par an en assemblée plénière. Les présidents de commissions y rendent compte chaque année des activités et travaux de leur commission.

### Composition
Le Conseil est constitué de représentants des ministères dont les services sont concernés par la météorologie (de l'éducation nationale, de la défense, de l'industrie, des transports, etc.). Il comprend également des représentants d'organismes d'usagers de la météorologie, d'intéressés par le développement de cette science et de partenaires de Météo-France sur des projets pluridisciplinaires. À ceci s'ajoute des personnalités qualifiées pouvant être des représentants d’organismes concernés par la météorologie, ainsi que diverses personnalités choisies en raison de leur fonction ou de leurs compétences.

### Commission spécialisées
Le conseil comprend dix commissions spécialisées puisque la commission Observation est créée par intégration des activités du Comité Consultatif des réseaux d'observations météorologiques (CCROM) dans le CSM. La commission Observation complète les neuf précédentes :
- Agriculture ;
- Aviation légère ;
- Aviation de transport ;
- Éducation - Formation ;
- Santé - Environnement ;
- Hydrologie - Énergie ;
- Marine ;
- Sécurité Civile - Transports terrestres/Génie Civil ;
- Tourisme - Information.

Ces commissions se réunissent en général deux fois par an. Les membres de chaque commission élisent, à la majorité relative, un président et dans la mesure du possible au moins un vice-président, qui ne font pas partie de l’établissement. Elles peuvent constituer, pour l'étude de problèmes particuliers entrant dans le cadre de leur mandat, des sous-commissions ou des groupes de travail permanents ou temporaires. L'examen de problèmes intéressant plusieurs commissions peut-être confié à des groupes de travail inter-commissions. Leur composition n'est pas figée et est évolutive. Les présidents de commissions peuvent également faire participer des membres d'organisations extérieures aux réunions organisées.
Les commissions émettent des vœux ou des recommandations qui sont examinés, puis suivis lorsqu'ils ont été acceptés,  lors de l'assemblée plénière qui sont organisées une fois par an. 